# علاج إنزيمي تعويضي

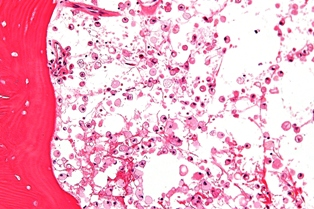

العلاج الإنزيمي التعويضي (بالإنجليزية: Enzyme replacement therapy)‏، هو علاج دوائي يعوض نقص أو غياب إنزيم ما في الجسم. يُعطَى العلاج عادةً عن طريق الحقن الوريدي لمحلول يحتوي على الإنزيم.
يتوفر العلاج الإنزيمي المعيض حاليًا لبعض أمراض التخزين الليزوزومية مثل: داء غوشيه ومرض فابري وأمراض عديدات السكاريد المخاطية ومتلازمة هنتر ومتلازمة ماروتو لامي وداء اختزان الغلايكوجين النمط الثاني (مرض بومبي). لا يصحح العلاج الإنزيمي التعويضي العيب الوراثي الأساسي، لكنه يزيد من تركيز الإنزيم الناقص لدى المريض. استُخدم العلاج الإنزيمي التعويضي أيضًا لعلاج المرضى الذين يعانون من عوز المناعة المشترك الشديد الناتج عن عوز نازعة أمين الأدينوزين.
تشمل الخيارات العلاجية الأخرى للمرضى الذين يعانون من النقص الإنزيمي أو البروتيني ما يلي: علاج اختزال الركيزة والعلاج الجيني زراعة نخاع العظم.

## الاستخدامات الطبية
تعتبر أمراض التخزين الليزوزومية مجموعة قاتلة من الأمراض، وهي مجال التطبيق الرئيسي للعلاج الإنزيمي التعويضي. الليزوزومات هي عضيات خلوية مسؤولة عن التمثيل الغذائي للعديد من الجزيئات والبروتينات المختلفة. تعمل الإنزيمات على تحطيم الجزيئات الكبيرة ليُعاد تدويرها فيما بعد أو ليتخلص منها الجسم. يوجد لغاية عام 2012 نحو 50 مرض يصنَّف ضمن أمراض التخزين الليزوزومية، وربما ما زال هناك الكثير من الأمراض التي لم تكتشف بعد. تنجم هذه الاضطرابات عن طفرات جينية تمنع إنتاج بعض الإنزيمات المستخدمة من قبل الجسيمات الليزوزومية. يؤدي الإنزيم المفقود في معظم الأحوال إلى تراكم الركيزة داخل الجسم.
قد يؤدي ما سبق إلى مجموعة متنوعة من الأعراض ومنها ما يكون شديدًا لدرجة تؤثر على الهيكل العظمي والدماغ والجلد والقلب والجهاز العصبي المركزي. لكن يبدو أن زيادة تركيز الإنزيم المفقود داخل الجسم يحسن عمليات الأيض الخلوية الطبيعية في الجسم ويقلل تركيز الركيزة في الجسم. وعلى هذا الأساس نجح علاج نقص المناعة المشترك الشديد الناجم عن عوز نازعة أمين الأدينوزين، وهو مرض قاتل يظهر منذ الطفولة ويتطلب تدخل طبي تشخيصي وعلاجي باكر. عندما يكون إنزيم نازعة أمين الأدينوزين ناقصًا في الجسم، ستتراكم منتجات العملية الأيضية في الجسم بشكل سمي مما يضعف نمو الخلايا اللمفاوية ووظيفتها.  عولج العديد من الأطفال الذين يعانون من عوز نازعة أمين الأدينوزين وعوز المناعة المشترك الشديد باستخدام إنزيم بولي إيثيلين نازعة أمين الأدينوزين المرتبط بالغليكول. يؤدي هذا الشكل من أشكال العلاج الإنزيمي التعويضي إلى حياة أطول وأكثر صحة للمرضى الذين يعانون من عوز نازعة أمين الأدينوزين وعوز المناعة المشترك الشديد.

## سبيل العلاج
يُعطى العلاج الإنزيمي التعويضي عن طريق التسريب الوريدي. يؤخذ الدواء عادةً كل أسبوع أو كل أسبوعين. ويمكن أن يؤخذ في بعض أنواع العلاج الإنزيمي التعويضي بفترة فاصلة تصل حتى أربعة أسابيع.

## المضاعفات
لا يعتبر العلاج الإنزيمي التعويضي علاجًا نهائيًا لأمراض التخزين الليزوزومية؛ إذ يتطلب الأمر أخذ الإنزيمات طوال العمر. يعتبر هذا النوع من العلاج مكلف، وقد يكلف في الولايات المتحدة الأمريكية أكثر من 200000 دولار سنويًا. 
لا يكون التوزع العلاجي للإنزيم في الجسم (التوزع الحيوي) بعد التسريب الوريدي لهذه الإنزيمات منتظمًا؛ إذ تكون الإنزيمات أقل توافرًا في بعض مناطق الجسم كالعظام والرئتين والدماغ. لهذا السبب، لا يلغي العلاج الإنزيمي التعويضي العديد من أعراض أمراض التخزين الليزوزومية، وخاصةً الأعراض العصبية.  بالإضافة إلى ذلك، قد تقلل الاستجابة المناعية غير المرغوب فيها ضد الإنزيم من فعالية العلاج الإنزيمي التعويضي، وهو ما يحد من وظيفة الأيض.